# منشور همبستگی و سازماندهی برای آزادی ایران

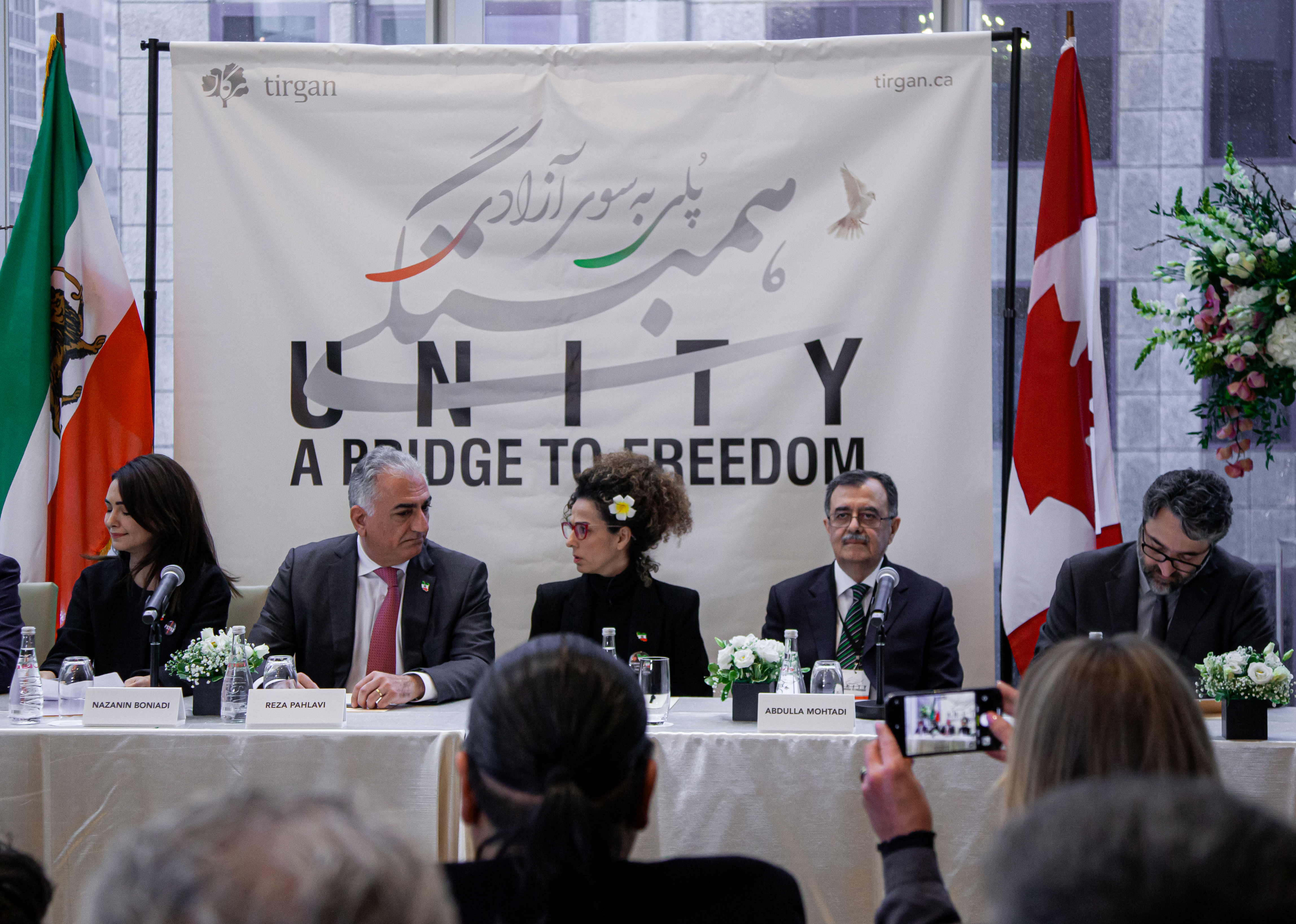
کنفرانس «همبستگی» به میزبانی تیرگان در تورنتو

منشور همبستگی و سازماندهی برای آزادی ایران یا به‌اختصار منشور مهسا روز جمعه ۱۹ اسفند ۱۴۰۱ با امضای شش فعال سیاسی و مدنی منتشر شد. این منشور در سایت جمعی از چهره‌های سیاسی-اجتماعی که تشکل خود را «همبستگی برای دموکراسی و آزادی در ایران» نام نهاده‌اند منتشر شد. ایدهٔ انتشار این منشور روز جمعه ۲۱ بهمن در نشستی با عنوان «آینده جنبش دموکراسی ایران» در دانشگاه جورج‌تاون شهر واشینگتن مطرح شد. هدف این منشور سرنگونی رژیم جمهوری اسلامی در فرآیندی خشونت‌پرهیز و رسیدن به حکومتی سکولار و دموکراتیک بیان شده‌است.

## شکل‌گیری
بابک یزدی از اعضای حزب کمونیست کارگری ایران در نامه‌ای عمومی در ماه اردیبهشت اشاره می‌کند که حامد اسماعیلیون برای سومین سالگرد سرنگونی هواپیمای اوکراینی حدود بیست نفر ازجمله او مسیح علی‌نژاد، عبدالله مهتدی، رضا مریدی، عطا هودشتیان، نازنین بنیادی، نازنین افشین جم، افشین افشین جم و … را به دو جلسه دعوت می‌کند. آنگونه که یزدی اشاره می‌کند، در این جلسات اسماعیلیون و علی‌نژاد هر کدام منشورهای خود را داشته‌اند که در نهایت تصمیم گرفته می‌شود منشور حامد اسماعیلیون مورد پذیرش قرار بگیرد. همچنین یکی از موارد حول این بوده که این جمع رضا پهلوی را به عنوان یکی از اعضا و همکار این منشور مورد نظر اسماعیلیون وارد کند یا نه. یزدی اشاره می‌کند که بر اساس گفته اسماعیلیون و مسیح علی‌نژاد «حامیان منشور باید بیشتر از داخل ایران باشند و مشخصا از افرادی چون اسماعیل بخشی و سپیده قلیان درخواست حمایت از منشور بشود، وگرنه محکوم به شکست است. مسیح مطرح کرد که از آنجا که آن افراد گرایش‌ها چپ و سوسیالیستی دارند، بهتر است من، بابک یزدی، دنبال تماس و مطرح کردن این ایده با آنها باشم.» یزدی می‌گوید که منشور جدید منتشر شده گروه شش نفره تفاوت‌هایی با منشور گروه بیست نفره داشته‌است.

## اهداف
در انتشار این منشور تأکید شد که: «در این مسیر دست همه آنانی را که برای ایجاد همدلی و برای پیروزی انقلاب «زن زندگی آزادی» کمک می‌کنند، به گرمی می‌فشاریم. ما ایرانیان با کمک هم جمهوری اسلامی را سرنگون می‌کنیم و ایرانی آزاد و دموکراتیک می‌سازیم.»

## محتوا
در مقدمه منشور آمده‌است: «همهٔ ما که زخمی از جمهوری اسلامی بر جان و تن خود داریم، راه رسیدن به ایرانی آزاد و دموکراتیک را گذار از جمهوری اسلامی می‌دانیم. رسیدن به این هدفِ نهایی نیازمند سه عامل همبستگی، سازماندهی و مبارزهٔ مستمر است.»
این منشور بر چند اصل شامل:
- ایجاد فشار بین‌المللی بر جمهوری اسلامی برای لغو حکم اعدام و آزاد کردن بی قید و شرط و فوری تمام زندانیان سیاسی
- رایزنی با دولت‌های دموکراتیک برای اخراج سفرای جمهوری اسلامی و اخراج وابستگانِ جمهوری اسلامی در کشورهای متبوع خود[۹]

و همچنین حمایت از این منشور و ایجاد راه‌هایی برای یاری‌رسانی به مردم ایران تأکید کرده‌است. تدوین‌کنندگان این منشور تأکید کرده‌اند که این منشور ابتدا بر فعالیت‌های خارج از کشور تکیه می‌کند که می‌تواند زمینه را برای مشارکت فعالانهٔ کنش‌گران داخل کشور فراهم کند.

## عنوان‌ها
این منشور در ۱۷ بند و تحت شش عنوان شامل «حکمرانی دموکراتیک»، «حقوق بشر و کرامت انسانی»، «عدالت، صلح و امنیت»، «پایداری محیط زیستی» و «شفافیت اقتصادی و رفاه» تدوین شده‌است.

### حکمرانی دموکراتیک
تعیین نوع حکومت از طریق همه‌پرسی و استقرار یک نظام دموکراتیک سکولار، حفظ یکپارچگی سرزمینی ایران با پذیرش گوناگونیِ زبانی، قومی، مذهبی و فرهنگیِ آن، تمرکززدایی از قدرت با سپردن اختیارات به نهادهای منتخب استانی، شهری و ناحیه‌ای، تشکیل نهاد مستقل نظارت بر انتخابات و برگزاری انتخابات دموکراتیک برای تشکیل مجلس مؤسسان و تدوین قانون اساسی جدید در فرآیندی شفاف و مشارکتی از بندهای این بخش از منشور هستند.

### حقوق بشر و کرامت انسانی
پذیرش تکثر و تنوع در جامعه ایران، تلاش برای رفع تبعیض‌های تاریخی و کنونی و پذیرش جایگاه زبان‌های مادری بر اساس قوانین و کنوانسیون‌های بین‌المللی از بندهای این بخش هستند.

### عدالت، صلح و امنیت
تشکیل دستگاه قضایی مستقل بر طبق استانداردهای جهانی و دادخواهی برای تمامی قربانیانِ جمهوری اسلامی توسط کمیته‌های حقیقت‌یاب، انحلال سپاه پاسداران و ادغام نیروهای آن در نیروهای نظامی دیگر همچون ارتش، یکپارچگی سرزمینی ایران توسط ارتش و پیوستن ایران به کنوانسیون ایمنی و امنیت هسته‌ای از جمله‌بندهای این بخش از منشور هستند.

### پایداری محیط زیستی
التزام به اصول پایه توسعه پایدار و حقوق محیط زیستی بشر و پیوستن و عمل به قطعنامه‌های سازمان ملل در ارتباط با مدیریت محیط زیست ایران آورده شده‌است.

### شفافیت اقتصادی و رفاه
در این بخش از بین بردن انحصارات اقتصادی، رعایت استانداردهای بین‌المللی بانکی و مبادلات پولی و همچنین تسهیل مبادلات تجاری و جذب سرمایه‌گذاران بین‌المللی عنوان شده‌است.

## نقدها
در نشست «آینده جنبش دموکراسی ایران» که در دانشگاه جورج تاون برگزار شد، گلشیفته فراهانی و علی کریمی نیز با پیام‌های ویدیویی حضور داشتند ولی در فهرست امضاکنندگان نام آنها وجود ندارد.
تعداد زیادی از ملی‌گرایان ایرانی از این منشور انتقاد کردند. در این منشور نه تنها نامی از ملت ایران و زبان ملّی ایرانیان یعنی فارسی به میان آورده نشده است، از طرفی این موضوع که این منشور سخنی از تمامیت ارضی و یکپارچگی ملت ایران به میان نیاورده است و در مقابل از حقوق اقلیت‌ها و ظلم تاریخی گفته شده‌است؛ آنها مفاد این منشور را تضعیف کننده هویت ملّی، یکپارچگی ایران و زمینه‌ساز درگیری‌ها و اختلافات قومی و قبیله‌ای دانستند.
در تاریخ ۲۲ اسفند ۱۴۰۱، مسعود رجوی در قسمتی از پیام خود با عنوان «درماندگی بچهٔ شاه از «سلطنت انتخابی» تا «فراسوی» سلطنت و جمهوری»، به انتقاد از این منشور پرداخت.
بخشی از پیام او:
... ما دانش‌آموزان در زنگ انشای «منشور همبستگی و سازماندهی» خوب فهمیدیم که کلمات بی‌خطر «گذار» و «ادغام» و «یکپارچگی سرزمینی» و «کنشگران داخل کشور» با موزیک متن «خشونت‌پرهیزی» بی‌حساب و کتاب نیست. مضافاً بر آن همه «رایزنی با دولت‌ها» (یحتمل برای اخذ پول‌های بلوکه شده ایران) و «ابتدا بر فعالیت‌های خارج کشور تکیه‌زدن»، همراه با طفره‌رفتن از راهکار مشخص برای انتقال قدرت، که فقط گریز از نقد و اکتفا کردن به نسیه است. گویا بیشتر چشم به «جذب سرمایه‌گذاران بین‌المللی» دوخته‌است.
ماحصل، بین دو گزینه تاب می‌خورد. یکی حمله خارجی و بر تخت و مسند نشاندن بچهٔ شاه که سرابی بیش نیست. دیگری طرح استحاله و همبستگی با جناح‌هایی از همین رژیم. در مجموع منشورش پنبه‌دانه‌ای است. عاقلان را اشارتی کافیست…
هوشنگ امیراحمدی تحلیلگر سیاسی و مدیر مرکز مطالعات خاورمیانه در آمریکا از این منشور انتقاد کرد و چنین گفت:
این منشور، منشور تجزیه ایرانه. در این منشور اسمی از تمامیت ارضی ایران برده نمی‌شه و اسمی هم از اینکه این سرزمین یکپارچه زبانش چیه معلوم نیست، همه زبون‌ها توش هستن! زبان ملی که مهم‌ترین اصل وحدته مهم نیست؟...

## امضا کنندگان
این منشور با امضای حامد اسماعیلیون، نازنین بنیادی، رضا پهلوی، شیرین عبادی، مسیح علی‌نژاد و عبدالله مهتدی در تاریخ ۱۸ اسفند ۱۴۰۱ منتشر شد.
در روز سه‌شنبه ۱۵ فروردین ۱۴۰۲، رضا پهلوی در توییتی از پیشنهاد خود مبنی بر ارائه اسامی جدید برای پیوستن به منشور همبستگی خبر داد. او نوشته بود: «پس از شنیدن نقدها و نظرات کسانی که احساس می‌کردند صدای‌شان در منشور و گروه همبستگی بازتاب نیافته، هفته گذشته، نامه و نام‌های پیشنهادی آنها را به گروه منتقل کردم.» دوشنبه ۲۱ فروردین، رضا پهلوی، یکی از امضاکنندگان «منشور همبستگی»، از عدم اجماع میان دیگر امضاکنندگان آن بر سر پیوستن کاندیداهای پیشنهادی خود به منشور خبر داد و گفت که فعالیت خود را «به همکاری با یک گروه محدود نمی‌کند».
حامد اسماعیلیون، در ۱ اردیبهشت ۱۴۰۲ با انتشار بیانیه‌ای در توییتر از «فشار بیرونی» بر اعضای «گروه جورج تاون» سخن گفت و کناره‌گیری خود از این ائتلاف را رسماً اعلام کرد. او در مصاحبه‌ای با شبکه تلویزیونی «ایران اینترنشنال» اختلاف خود با نظرات پهلوی را علنی کرد. ۶ اردیبهشت چهار عضو دیگر ائتلاف یعنی نازنین بنیادی، شیرین عبادی، مسیح علی‌نژاد و عبدالله مهتدی با انتشار پیامی بر «ادامه اتحاد» خود تأکید کردند؛ نام رضا پهلوی دیگر عضو این ائتلاف در پای این پیام دیده نمی‌شود. ۱۸ اردیبهشت، نازنین بنیادی نیز از «منشور مهسا» کناره‌گیری کرد.